# Orobanche serbica
Orobanche serbica är en snyltrotsväxtart som beskrevs av Günther von Mannagetta und Lërchenau Beck och Petrovic. Orobanche serbica ingår i släktet snyltrötter, och familjen snyltrotsväxter. Inga underarter finns listade i Catalogue of Life.